# Antoine et Cléopâtre (Rubinstein)
Pour les articles homonymes, voir Antoine et Cléopâtre (homonymie).

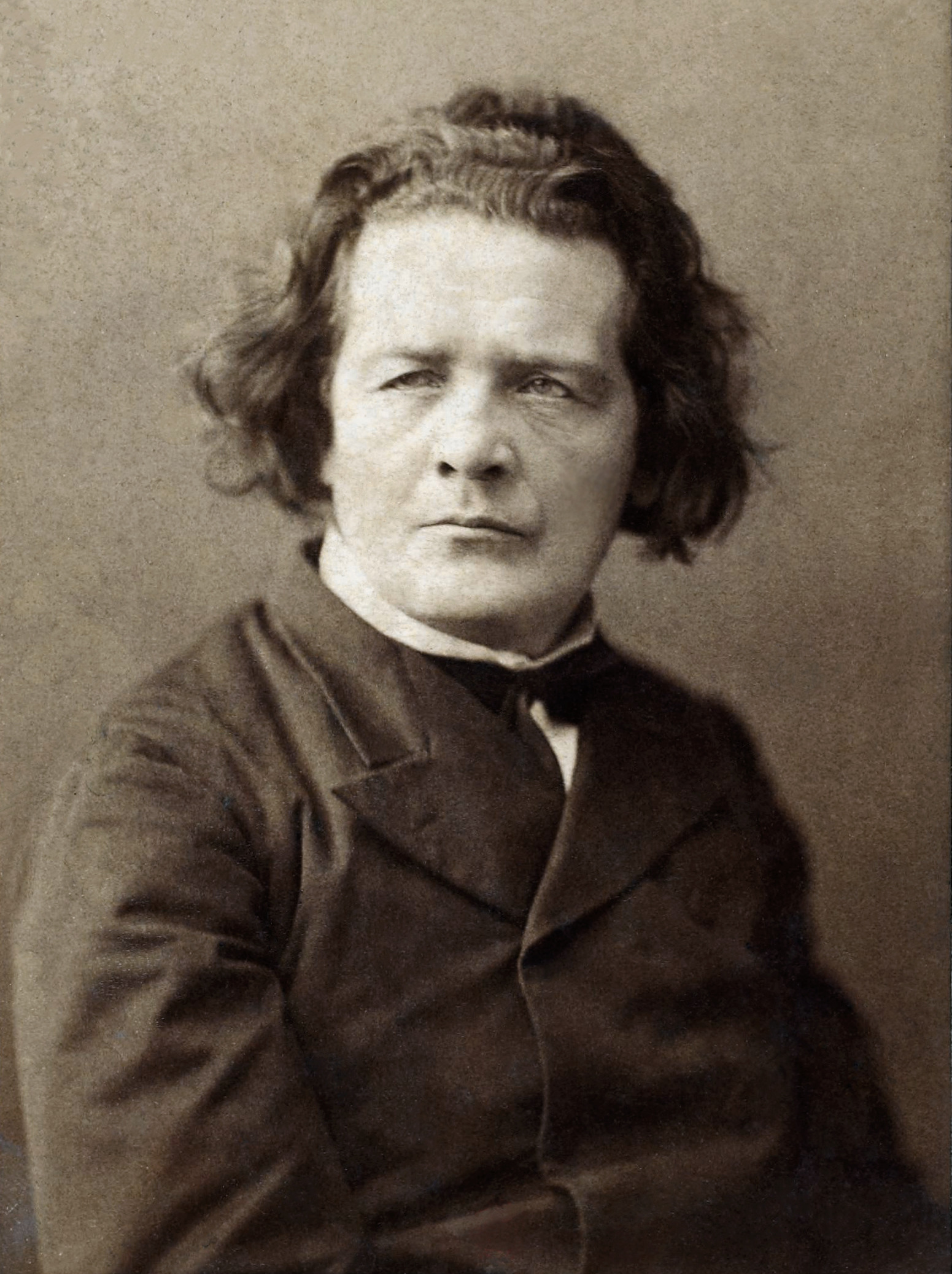
Anton Rubinstein en 1890

Antoine et Cléopâtre, opus 116, est une ouverture de concert écrite en 1890 par Anton Rubinstein.

## Contexte
Rubinstein passe l'été 1890 à Badenweiler, petite station balnéaire de la Forêt-Noire en retrait du Rhin à peu près à mi-chemin entre Fribourg et Bâle, sa nouvelle œuvre majeure de cette période est pour orchestre : « Maintenant, j'écris une ouverture pour orchestre à la tragédie de Shakespeare Antoine et Cléopâtre » écrit-il à Anna, sa fille, le 25 juillet. « J'aimerais beaucoup que ce travail soit un succès - c'est un bon sujet ».  Jamais auparavant Rubinstein ne s'était tourné vers une intrigue de Shakespeare, ni dans ses opéras ni dans ses tableaux symphoniques. Peut-être Rubinstein suivait-il les traces de son brillant élève Tchaïkovski, qui avait composé son ouverture Hamlet en 1888 ? 
La partition est publiée à Leipzig par Bartholf Senff en 1890 et est jouée à travers le monde : à New York le 6 février 1891, à Boston le 4 mars 1891 avec Arthur Nikisch à la baguette, à Londres dirigé par Frédéric Cowen lors du concert de la Philharmonic Society le 5 mars 1891.
Après le décès de Rubinstein, c'est cette œuvre que choisit la Société philharmonique de New York pour rendre hommage au compositeur, membre honoraire de la société depuis 1873, lors du concert du 14 décembre 1894.

## Instrumentation
| Instrumentation d'Antoine et Cléopâtre                                       |
| Bois                                                                         |
| 1 piccolo, 2 flûtes, 2 hautbois, 2 clarinettes en la, 2 bassons              |
| Cuivres                                                                      |
| 4 cors en fa, 2 trompettes en sol, 3 trombones (2 ténors et 1 basse), 1 tuba |
| Percussions                                                                  |
| timbales, triangle, tambourin, cymbales, grosse caisse                       |
| Cordes                                                                       |
| premiers violons, seconds violons, altos, violoncelles, contrebasses         |

## Analyse

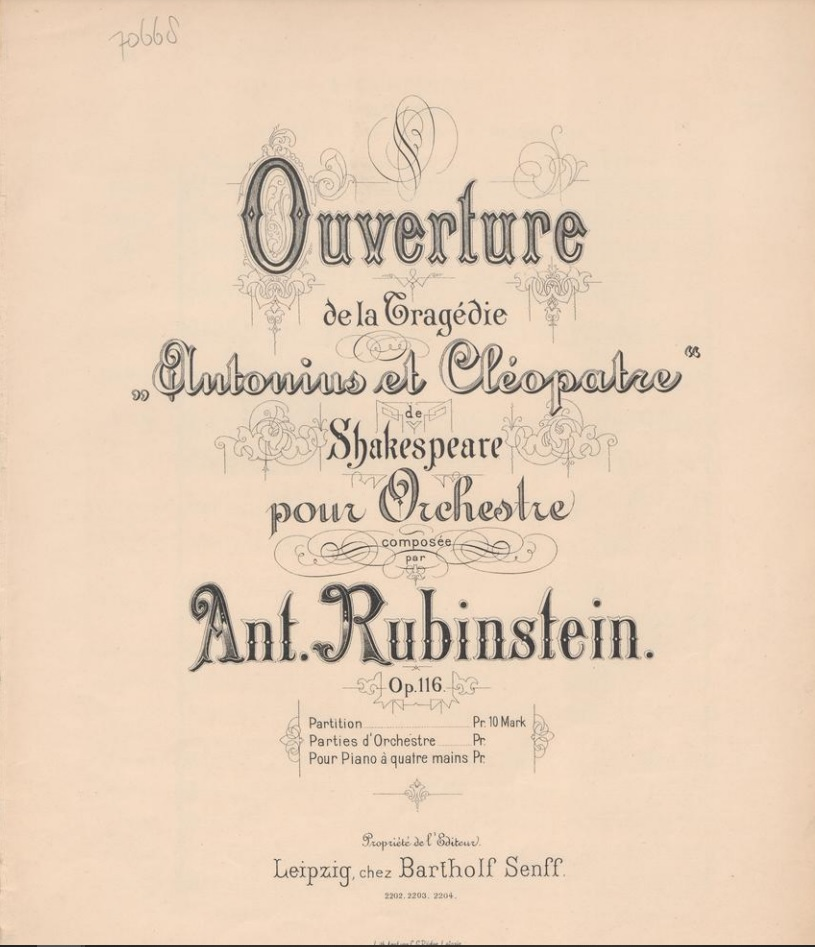
Couverture de la Partition de l'ouverture de concert Antoine et Cléopâtre d'Anton Rubinstein

L'instrumentation est pour un orchestre relativement standard de la fin du XIXe siècle avec piccolo, tuba et une petite batterie de percussions de triangle, tambourin, grosse caisse, cymbales apportant une couleur supplémentaire à l'orchestre. Rubinstein n'a pas fourni de corrélations explicites entre les sections de l'ouverture et le drame de la pièce, ce qui a incité un critique britannique à commenter prudemment : « Puisque la pièce est ouvertement liée à la tragédie de Shakespeare, nous pouvons supposer que, dans l'esprit du compositeur, chaque thème principal et section apparaît comme la contrepartie musicale d'un personnage ou d'une situation dans la pièce. Mais Rubinstein n'a pas communiqué le secret de son dessein, et les auditeurs de l'Ouverture doivent interpréter à leur guise ses différentes parties. Sur cette liberté, il serait présomptueux pour l'auteur actuel d'enfreindre toute prétention à l'autorité. ».
Le thème d'ouverture, Moderato eroico e maestoso à la clarinette accompagné de cuivres, est dominé par des rythmes majestueux pointés et doubles pointés tandis que des intervalles mélodiques périodiques d'une seconde augmentée évoquent l'exotisme de la scène. Le changement de temps au triple mètre et la transition soudaine vers le mi majeur et le thème contrasté dans les cordes supérieures ont incité le critique anglais ci-dessus à suggérer que c'était le thème représenté par Cléopâtre elle-même, tandis que le temps commun contrastant un poco animato, avec l'ajout du basson solo, peut être entendu comme une réponse d'Antoine. Ces thèmes d'amour potentiels sont interrompus par un brusque changement de tonalité en ut majeur à la fanfare un poco più mosso des quatre trompettes, suggérant peut-être l'appel à la bataille d'Actium.
Ces thèmes se mêlent partout, avec un mouvement libre vers des touches voisines et contrastées. Une cadence tourbillonnante et lugubre du violon I provoque un retour des thèmes de Cléopâtre et d'Antoine, mais s'affaissant tristement en sol bémol majeur au Tempo I. Curieusement, Rubinstein s'est écarté d'une suite conventionnelle de la fin tragique de l'histoire de Shakespeare, laissant l'ouverture à une hauteur plus culminante, que le critique anglais décrit comme « … l'apothéose de la passion, et, encore une fois, les deux thèmes, si souvent associés se mêlent, les violoncelles ayant celui d'Antoine, les violons et altos celui de Cléopâtre. Ceci terminé, le passage de la trompette marque le début d'une courte Coda, qui est comme un flamboiement de triomphe ». 
Lors de la présentation de l'œuvre en 2012, était précisé : « Trois thèmes forment la base de la partition de Rubinstein : un thème de marche romaine qui incarne le pouvoir de l'empire et la volonté inflexible de César Octave ; le thème sensuel et quelque peu exotique de Cléopâtre ; et le thème passionné d'Antoine. Les thèmes sont tous disposés en séquence puis développés avant que seuls les thèmes de Cléopâtre et Antoine restent joués ensemble, se fondant en un seul jusqu'à ce que le thème d'Antoine s'efface (conformément à l'intrigue de la pièce, il meurt en premier) ».
Le compositeur a choisi des paires classiques pour l'orchestre, bien qu'il ait également attribué des rôles exceptionnellement importants à la harpe et aux instruments de percussion. Ce dernier concerne la bataille et les scènes héroïques. l'œuvre a été écrite dans un style capricieux, de manière vivante et dramatique, bien que par traits majeurs, sans attention méticuleuse aux détails. Et rien dans l'ouverture de Rubinstein ne fait même allusion au dénouement extrêmement sombre de la tragédie de Shakespeare."

## Concerts
Valery Gergiev a mit cette œuvre à son répertoire et l'a jouée à plusieurs reprises en 2012 dont : 
- 22 avril 2012 à Saint Petersbourg avec l'Orchestre symphonique du Théâtre Mariinsky
- 28 mai 2012 à Salzbourg avec l'Orchestre symphonique du Théâtre Mariinsky